# Жолобов (хутор)
Жолобов — хутор в Палласовском районе Волгоградской области, в составе Краснооктябрьского сельского поселения.
Хутор расположен в степи, в 18 км юго-восточнее посёлка Красный Октябрь.
Население - 243 (2010)

## История
На карте генштаба РККА юга России обозначен как ферма № 3 совхоза "Красный Октябрь". С 1935 года - хутор Жолобов (Новый Жолобов) Упрямовского сельсовета в составе Кайсацкого района Сталинградского края (с 1936 года — район в составе Сталинградской области).
В 1950 году в связи с упразднением Кайсацкого района хутор передан в состав Палласовского района. Решением исполкома Волгоградского облсовета от 04 декабря 1964 года № 34/501 хутор Жолобов Упрямовского сельсовета был переименован в посёлок Изобильный, однако впоследствии данное название не используется. В 1967 году Упрямовский сельсовет переименован в Краснооктябрьский сельсовет.

## Население
Динамика численности населения по годам:
| 1987 | 2002 |
| ---- | ---- |
| ≈290 | 284  |

| 2010 |
| ---- |
| 243  |